# 648 Pippa

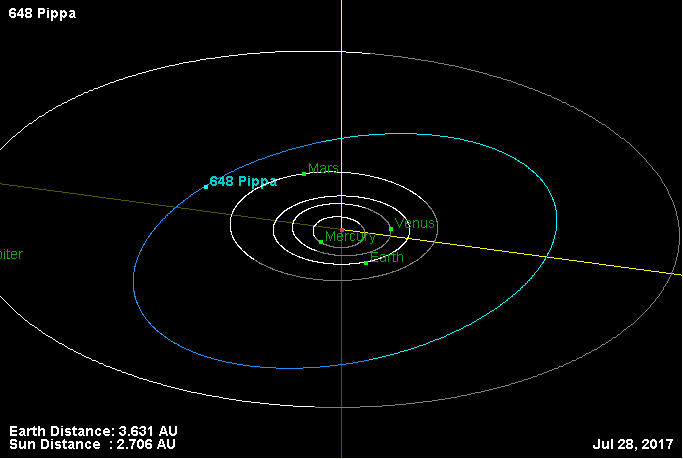
Órbita de 648 Pippa.

Pippa (asteróide 648) é um asteróide da cintura principal com um diâmetro de 68,27 quilómetros, a 2,6008564 UA. Possui uma excentricidade de 0,1914063 e um período orbital de 2 107,04 dias (5,77 anos).
Pippa tem uma velocidade orbital média de 16,60732641 km/s e uma inclinação de 9,77122º.
Esse asteróide foi descoberto em 11 de Setembro de 1907 por August Kopff.